# Stefan (Priwałow)
Stefan, imię świeckie Siergiej Władimirowicz Priwałow (ur. 2 listopada 1961 w Briańsku) – biskup Rosyjskiego Kościoła Prawosławnego.

## Życiorys
4 listopada 2001 został wyświęcony na diakona, a 16 kwietnia 2004 przyjął święcenia kapłańskie. W 2010 uzyskał godność protojereja. 4 kwietnia 2019 Święty Synod wybrał go na biskupa klińskiego, sufragana eparchii moskiewskiej miejskiej. 9 kwietnia złożył wieczyste śluby mnisze z imieniem Stefan na cześć św. Stefana Triglijskiego. 11 kwietnia został wyniesiony do godności archimandryty. Chirotonię biskupią otrzymał 21 kwietnia 2019.
We wrześniu 2021 r. przeniesiony do eparchii włodzimierskiej jako jej wikariusz, z tytułem biskupa kowrowskiego.
W 2025 r. został ordynariuszem eparchii aleksandrowskiej.